# Passions de C.P.E. Bach
Ne doit pas être confondu avec Passions (Bach).

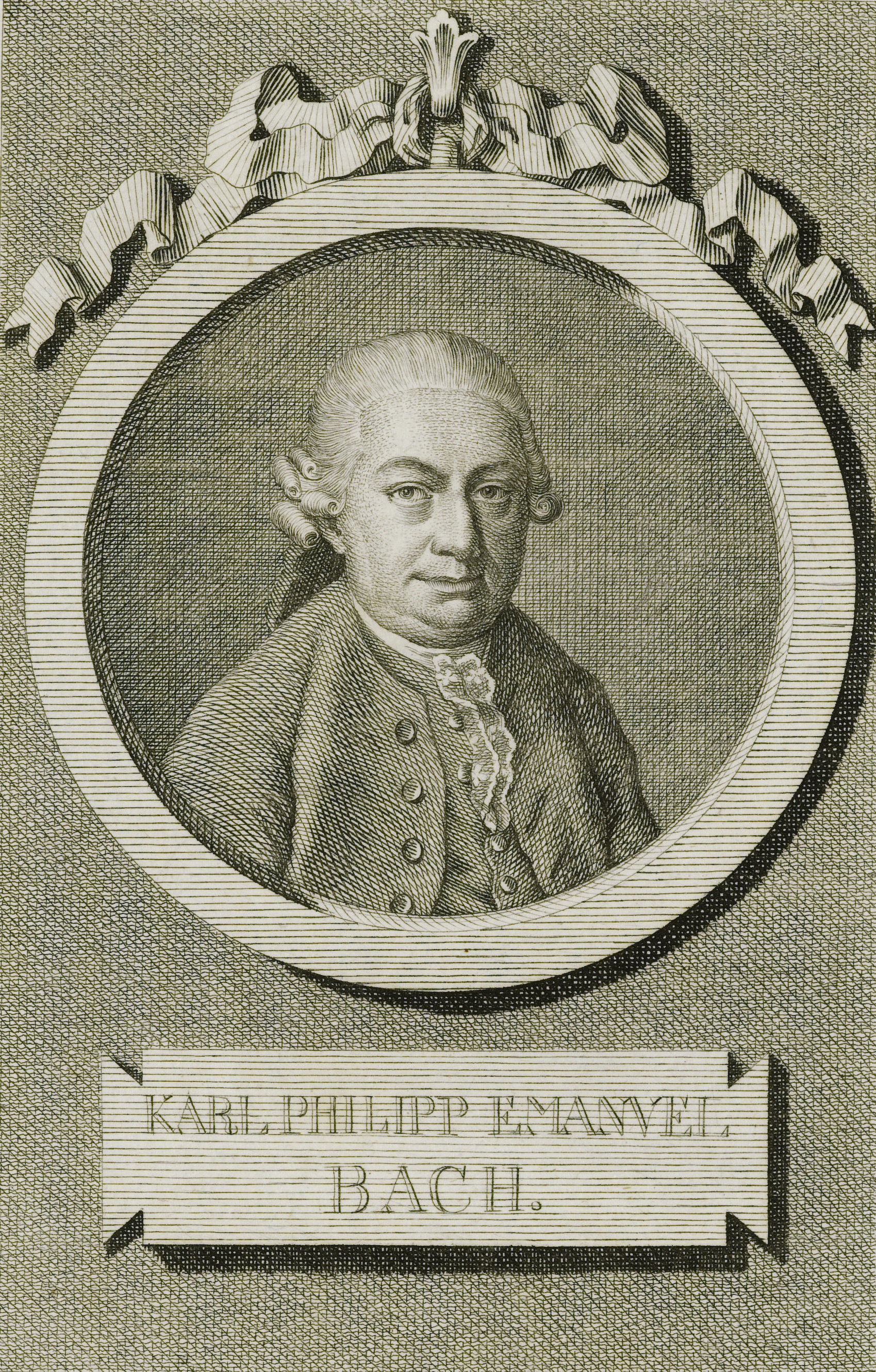
C. P. E. Bach en 1760.

En tant que Director Musices à  Hambourg de 1768 à 1788,  Carl Philipp Emanuel Bach a composé vingt-et-une passions, auxquelles s’ajoute une cantate sacrée.
Il a été le dernier compositeur de la période « Oratorio Passion » hambourgeoise,  inaugurée en 1643  par Thomas Selle, à laquelle a succédé, à partir de 1789 , celle de la « Passion Oratorio ».
Aucune des vingt-et-une n’est une œuvre originale. Il s’agit de pasticcios, que C.P.E Bach a composés à partir d’emprunts, soit à lui-même, soit à son père, à Georg Philipp Telemann ou d’autres compositeurs, tant pour les livrets que pour la musique.
Les Passions étaient interprétées durant le Carême, successivement dans les cinq principales églises de Hambourg. L’évangile de l’année était choisi en fonction d’un cycle rotatif établi dès le XVIIe siècle, soit dans l’ordre suivant : Matthieu, Marc, Luc et Jean.
Elles étaient imprimées chaque année, sous  forme de livrets destinés à la vente,  mais elles n’ont jamais été publiées du vivant de Bach.
Tous les manuscrits, conservés à l’Académie de chant de Berlin, ont été imprimés et numérisés en 1999 par le Packard Humanities Institute.
De nos jours, les Passions de C.P.E Bach sont rarement interprétées.

## Historique
Carl Philipp Emanuel Bach a occupé le poste de Director Musices à Hambourg de 1768 à 1788, année de sa mort.  Durant cette période, il a composé vingt-et-une passions et la cantate sacrée Die letzten Leiden des Erlösers (Les ultimes souffrances du Rédempteur) H. 776, composée en 1769-1770.

## Style
La tradition de la passion allemande a débuté à Hambourg avec la Passion selon saint Jean de Thomas Selle en 1643. Elle s'est poursuivie sans interruption durant presque un siècle et demi, jusqu'à la mort de C.P.E. Bach en 1788. Les œuvres de cette période font partie de la catégorie «Oratorio Passion» (la «manière ancienne»), à laquelle a succédé la «Passion Oratorio» (la «manière moderne»), déjà adoptée depuis plusieurs décennies dans les autres régions du pays.

Le musicologue allemand Ulrich Leisinger (en) écrit:

« Les vingt-et-une Passions de Carl Philipp Emanuel Bach représentent l’étape finale de la longue tradition des Oratorios Passion à Hambourg »

### Textes
Les noms des librettistes sont  rarement connus  pour différentes raisons : soit il s’agissait d’ auteurs ou de poètes peu ou pas célèbres,  soit parce que Bach a réutilisé des œuvres provenant de diverses sources .

Les textes sont des adaptations libres des Évangiles plutôt que des citations de ceux-ci. C.P.E. Bach lui-même faisait la distinction entre l’ «Oratorio Passion » et la  «Passion oratorio»,  lorsqu'il demandait à Georg Michael Telemann (le petit fils de Georg Philipp, le plus connu) le  7 décembre 1767, à propos des représentations de la Passion à Hambourg:

« (...) est-elle présentée à la manière historique et ancienne, avec l'évangéliste et d'autres personnes (c’est-à-dire en citant des textes bibliques racontant une histoire= Oratorio Passion), ou est-elle organisée à la manière d'un oratorio avec des réflexions (c-à-d : avec lyrisme= Passion Oratorio), comme c'est le cas dans le texte de Ramler Der Tod Jesu? »

L’œuvre de Karl Wilhelm Ramler dont parle Bach, est sa Passion  Der Tod Jesu (La mort de Jésus), dont la mise en musique la plus célèbre est sans doute celle de Carl Heinrich Graun.
La «manière historique et ancienne» évoquée ici, perdurera jusqu’en 1789, car le clergé de Hambourg, très conservateur, ne décidera de l’abandonner qu’après la mort du compositeur, alors que la «manière moderne» avait déjà été adoptée depuis plusieurs décennies dans d’autres régions allemandes,.
Les textes étaient choisis selon un cycle rotatif, comme le voulait la tradition hambourgeoise établie à la fin du XVIIe siècle, soit dans  l'ordre: Matthieu, Marc, Luc et Jean.  Il n’y a eu qu’une seule exception en 1769, année de la première Passion de Bach, qui a programmé une Saint Matthieu (H. 782), au lieu d’une Saint Jean. Les événements étaient racontés à partir de l’ arrestation de Jésus à Gethsémani , jusqu’à sa crucifixion. Le texte biblique comprenait des récitatifs (l’Évangéliste, Pierre, Jésus …), des chorals et des arias qui ponctuaient l'action, des chœurs de turbae.
La Passion de l’année était imprimée sous forme de livrets, dont la vente constituait une importante source de revenus. Des exemplaires sont conservés aux Archives d'État de la ville d'Hambourg (de),.
Du vivant du compositeur, les Passions n'ont jamais été publiées et sont restées à l'état de manuscrits. Certains d'entre eux, disparus durant et après la Seconde Guerre mondiale, n'ont été retrouvés qu'en 1999. Depuis, ils sont conservés  à l’Académie de chant de Berlin (Sing-Akademie zu Berlin). Le Packard Humanities Institute de Los Altos (Californie) a entrepris,  en 1999, de rendre disponible, en format imprimé et numérique, une édition critique des œuvres complètes du compositeur.

### Musique
Sur le plan stylistique, les passions de C.P.E Bach  présentent plus de similitudes avec celles  de Georg Philipp Telemann qu’avec celles de son père, lesquelles, à Leipzig, étaient destinées à être jouées dans le cadre d’un service liturgique distinct. À l’un et à l’autre il a emprunté des thèmes pour les passages bibliques, les chorals et les turbae. Pour les arias  et les choeurs , il s’est principalement inspiré des œuvres de ses contemporains, comme Gottfried August Homilius, Jiří Antonín Benda ou encore Gottfried Heinrich Stölzel. Il a également, à plusieurs reprises, réutilisé ses propres compositions antérieures,.
Aucune des vingt-et-une passions n’est une œuvre entièrement originale. Ce sont des pasticcios, pratique courante  à l’époque, dans lesquels les emprunts n'étaient pas toujours modifiés: soit ils étaient repris tels quels, soit les modifications portaient sur l’instrumentation ou le registre. Plus largement, quand cela s’avérait nécessaire, la musique était adaptée aux normes en vigueur à  Hambourg. Quant aux autres contraintes musicales (système de portées ...) , elles étaient calquées sur les œuvres de Telemann (celles de la dernière décennie,1757-1767).

## Interprétation
La Passion de l'année était interprétée  successivement dans les  cinq Hauptkirchen (églises principales) luthériennes de la ville, de la plus ancienne à la plus récente, soit dans l’ordre: Église Saint-Pierre de Hambourg, puis celle de  Saint Nicolas, de Sainte Catherine, de  Saint Jacques et enfin celle de Saint Michel, et aussi dans quelques églises secondaires .
Elle était programmée pour les services religieux des dimanches du Carême (à l’exception du 3e, celui de l’oculi). Sa durée était limitée à une heure environ, car utilisée dans le cadre du service dominical régulier, et non comme  à Leipzig, dans le contexte d'un service de la Passion séparé, durant la célébration des Vêpres du Vendredi saint.
L’ensemble  des interprètes se composait de huit chanteurs au maximum (solistes et  chœur) et des d’instrumentistes (environ une quinzaine) du Hamburger Ratsmusik (de) (Musiciens  du Conseil municipal de Hambourg). S’agissant de pasticcios, les Passions n'étaient pas transmises aux interprètes sous forme de partitions complètes, mais plutôt en parties individuelles autographes.

## Liste des Passions
L’ordre de composition est le suivant, :
- Passions selon Saint Matthieu: H.782 (1769),  H.786 (1773), H.790 (1777), H.794 (1781), H.798 (1785), H.802 (1789) [c] ;
- Passions selon Saint Marc: H.783 (1770), H.787 (1774) , H.791 (1778), H.795 (1782), H.799 (1786) ;
- Passions selon Saint Luc: H.784 (1771), H.788 (1775), H.792 (1779), H.796 (1783), H.800 (1787) ;
- Passions selon Saint Jean:H.785 (1772), H.789 (1776), H.793 (1780), H.797 (1784), H.801 (1788).

## Discographie sélective
De nos jours, les vingt-et-une passions de C.P.E. Bach sont rarement interprétées.
Passion selon Saint Matthieu
- C.P.E Bach. Matthäus-Passion : Christus, der uns selig macht, H.782 (1769) , Amsterdam Baroque Orchestra, direction Ton Koopman, Edition Alte Musik n° ORF 316, 2003.
- C.P.E Bach. Matthäus-Passion: O Lamm Gottes, im Staube, H.798 (1785), Sing-Akademie zu Berlin, direction Joshard Daus (de), Julio Fernandez (ténor), Jochen Kupfer (en) (baryton), Thomas Dewald (ténor) Daniel Jordan (baryton), Isabella Stettner (soprano), Label: Capriccio n° C60113, 2005.

Passion selon Saint Marc
- C. P. E. Bach. Markus-Passion: Ach großer König, groß zu allen Zeiten, H.799 (1786), Mendelssohn Symphonia, EuropaChorAkademie (en), direction Joshard Daus, Label: Capriccio n° C60132, 2007.
- C. P. E. Bach. Markus-Passion H.799 (1786), Ensemble Ad Fontes, direction Beat Raaflaub, chœur Knabenkantorei Basel, Gerd Türk (ténor), Peter Sigrist (ténor), Martina Bovet (soprano), Dorothee Labusch (contralto), René Koch (basse), Rainer Pachner (basse), Label: Ars Musici (en) n° 232181, 2009.

Passion selon Saint Luc
- C.P.E Bach. Lukas-Passion: Herr starke mich dein Leiden, H.788 (1775), Il Fondamento, direction Paul Dombrecht, Label : Harmonia Mundi n° IF1401, 2015.
- C.P.E Bach. Lukas-Passion: O Lamm Gottes unschuldig, H.800 (1787), Mendelssohn Symphonia, EuropaChorAkademie, direction Joshard Daus, Label: Glor n° 8071, 2008.

Passion selon Saint Jean
- C. P. E. Bach.Johannes-Passion: Erforsche mich, erfahr mein Herz, H.785 (1772), Zelter-Ensemble der Sing-Akademie zu Berlin, direction Joshard Daus, Label: Capriccio n° C60103, 2004.

Cantate : Die letzten Leiden des Erlösers
- C.P.E. Bach. Passions-Kantate fûr Soli, Chor und Orchestrer, Hartmut Haenchen, Label: Deutschlandradio, 2014